# Moledos - Madalena do Mar
Moledos - Madalena do Mar este o arie protejată (arie specială de conservare — SAC, sit de importanță comunitară — SCI) din Portugalia întinsă pe o suprafață de 29,25 ha, integral pe uscat.

## Localizare
Centrul sitului Moledos - Madalena do Mar este situat la coordonatele 32°42′10″N 17°08′10″W / 32.7028°N 17.1361°V.

## Înființare
Situl Moledos - Madalena do Mar a fost declarat sit de importanță comunitară în iunie 1995 pentru a proteja 2 specii de plante și 17 specii de animale. Situl a fost protejat și ca arie specială de conservare în iulie 2009.

## Biodiversitate
Situată în ecoregiunea , aria protejată conține 3 habitate naturale: Faleze cu floră endemică de pe coastele macaroneziene, Tufărișuri termo-mediteraneene și de pre-deșert, Păduri de Olea și Ceratonia.
La baza desemnării sitului se află mai multe specii protejate:
- plante (2): Aichryson dumosum, Maytenus umbellata
- păsări (17): Alectoris rufa, Apus pallidus, Apus unicolor, șorecarul comun (Buteo buteo), Calonectris diomedea, cânepar (Carduelis cannabina), porumbel (Columba livia), vânturel roșu (Falco tinnunculus), Larus michahellis, codobatură de munte (Motacilla cinerea), Puffinus assimilis baroli, Serinus canaria, chiră de baltă (Sterna hirundo), silvie cu cap negru (Sylvia atricapilla), Sylvia conspicillata, mierlă (Turdus merula), strigă (Tyto alba)

Pe lângă speciile protejate, pe teritoriul sitului au mai fost identificate 16 specii de plante, 6 specii de nevertebrate, 1 specie de reptile.